# Météorite de Příbram
«  Příbram (météorite) » redirige ici. Pour les autres significations, voir Pribram.
La météorite de Příbram, ou simplement Příbram, est une météorite tombée le 7 avril 1959 près de Příbram, en Tchécoslovaquie (aujourd'hui en Tchéquie). Son météoroïde est le premier bolide observé par un réseau de caméras (qui deviendra le European Fireball Network), et dont on ait pu reconstituer l'orbite héliocentrique.
Příbram est une chondrite ordinaire du groupe H, de type pétrologique 5 (elle a subi un métamorphisme thermique poussé).

## Historique
Le bolide a été observé dans l'ouest de la Tchécoslovaquie jusqu'à une distance de 50 km environ. À une altitude d'environ 13 km, il s'est disloqué. Une forte explosion et plusieurs explosions de niveau moindre ont été entendues. Le plus gros fragment a pénétré dans un sol labouré jusqu'à une profondeur de 20 cm, a rebondi et est retombé 30 cm plus loin.
Příbram est la première météorite dont la trajectoire a été suivie par plusieurs caméras. Cela a permis de calculer sa trajectoire, de déterminer son orbite et de faciliter sa récupération.
Quatre fragments ont été trouvés avec un poids total de 5,73 kg, pour un poids initial estimé de 53 kg. L'observation permet de penser qu'il existe un fragment plus important non retrouvé. Ces quatre fragments ont ensuite été nommés d'après les villages à proximité desquels ils ont été trouvés :
- 4,425 kg à Luhy (municipalité de Dolní Hbity) ;
- 0,772 kg à Velká (municipalité de Kamýk nad Vltavou) ;
- 0,428 kg à Hojšín (municipalité de Svatý Jan) ;
- 0,105 kg à Drážkov (municipalité de Svatý Jan).

## Analyse de l'orbite héliocentrique
L'analyse de la trajectoire a permis d'identifier Příbram à un astéroïde géocroiseur (sans lien avec l'astéroïde de la ceinture principale (9884) Příbram). Quarante-trois ans plus tard, il s'est avéré que son orbite coïncidait presque exactement avec celle du météoroïde de Neuschwanstein, dont la chute a été enregistrée le 6 avril 2002 en Bavière (Allemagne). Il est alors devenu évident que les deux météorites provenaient du même corps parent.

## Pétrologie et géochimie
Přibram est une chondrite ordinaire de type H5. Neuschwanstein, qui provient presque certainement du même corps parent, est en revanche une chondrite à enstatite de type EL6, un groupe extrêmement rare de météorites pierreuses. Le corps parent commun était donc hétérogène, il pourrait s'agir d'une agglomération de corps différents.
L'étude des isotopes cosmogéniques des deux météorites donne un âge d'exposition de 48 Ma (millions d'années) pour Neuschwanstein et de 12 Ma pour Příbram,. Les deux météorites ont donc été éjectées du corps parent par deux impacts distincts.